# Lars Edlund
Lars Edlund (Karlstad, 6 de noviembre de 1922 –  Uppsala, 21 de diciembre de 2013) fue un compositor, organista y profesor de músico sueco.
Edlund estudió música en la Schola Cantorum Basiliensis en Basilea, Suiza, con Ina Lohr. Se inspiró en la música gregoriana, hasta el punto que se convirtió enal catolicismo en la etapa final de su vida.
Edlund comenzó a trabajar en la música sacra a principios de la década de los 40, cuando era profesor del Real Conservatorio de Estocolmo. Desde 1971 trabajó únicamente como compositor. La mayoría de sus composiciones eran música vocal, muchas de ellas con textos sobre temas religiosos o existencialistas, y compuso compuso el libro de trabajo atonal de canto a la vista Modus Novus. Muchas de sus compisiciones se puede encontrar en el himnario de 1986 para la Iglesia de Suecia. También musicalizó poemas de Gunnar Ekelöf y Tomas Tranströmer.
Fue elegido miembro de Real Academia Sueca de Música en 1975.